# 62 Piscium
62 Piscium è una stella gigante gialla, di classe spettrale G8III, situata a circa 661 anni luce dalla Terra nella costellazione dei Pesci, di magnitudine apparente 5,92 e assoluta -0,62.

## Parametri orbitali
62 Piscium si muove nella nostra Galassia a una velocità di 93,3 km/s rispetto al Sole. e la sua velocità radiale positiva indica che la stella si sta allontanando dal nostro sistema solare.
La proiezione sul piano galattico della sua orbita porta l'astro a una distanza dal centro galattico compresa fra 12500 e 28900 anni luce.

## Occultazioni
Per la sua posizione prossima all'eclittica, è talvolta soggetta ad occultazioni da parte della Luna e, più raramente, dei pianeti, generalmente quelli interni.
L'ultima occultazione lunare si è verificata il 18 ottobre 2013.